# Karl Julius Jensen
Karl Julius Jensen (1 de janeiro de 1888 – 31 de outubro de 1965) foi um atleta dinamarquês. Ele competiu no evento individual masculino de cross country nos Jogos Olímpicos de Estocolmo 1912.